# Carlo Pisacane
Carlo Pisacane (Nápoles, 22 de agosto de 1818 - Basel/Basilea 1867,  morte post 1860 cfr lettera al fratello Filippo del 3 settembre 1860, lettera di Carlo Cattaneo ad Ernest Renan del 20 de agosto de 1860) fue un patriota y revolucionario italiano. Participó activamente en la empresa de la República Romana y es célebre, sobre todo, por la tentativa de revuelta que inició con el desembarco en Ponza.

## Biografía

### Estudios militares y viajes
Nacido en una familia aristocrática decaída, hijo de Gennaro Pisacane, duque de San Giovanni, y de Nicoletta Basile De Luca. A los doce años entra en la escuela militar de "San Giovanni a Carbonara". Dos años después pasó al colegio militar de la "Nunziatella". También su hermano Filippo estaba en ese colegio, se hizo teniente del regimiento de los Ussari y permaneció fiel a su rey en el exilio.
Pisacane concluyó estudios en la adolescencia confusos pero apasionantes que caracterizaron una personalidad idealista y visionaria tanto que fue considerado por ciertos estudiosos como uno de los primeros socialistas defensores de la utopía igualitaria. En 1839 fue nominado alférez o portaestandarte del 5.º reggimento di linea Borbone. La brillante carrera militar que se le presenta todavía mal pareada con su carácter y su visión personal del mundo. En 1840 fue enviado a Gaeta con objeto de coordinar el trabajo de construcción de la vía férrea Nápoles-Caserta. El año siguiente fue trasladado a la fortaleza de Civitella del Tronto, condenado por adulterio. Esta última experiencia está presente en la ópera Memoria sulla frontiera nord-orientale del Regno di Napoli.
- Datos: Q735241
- Multimedia: Carlo Pisacane / Q735241